# Bengt Lidström
Bengt Emil Lidström, född 11 mars 1916 i Ytterbyn, Nederkalix församling, Norrbottens län, död 17 februari 2007 i Umeå landsförsamling, var en svensk arkitekt och konsthantverkare.
Lidström, som var son till hemmansägare Emil Lidström och Helena Holmström, avlade ingenjörsexamen vid högre tekniska läroverket i Norrköping 1946. Han anställdes vid länsarkitektkontoret i Umeå 1947 och var verksam vid Västerbottenskommunernas arkitekt- och byggnadskontor (VAB) från 1956 fram till pensioneringen 1981. I arbetet på VAB gjorde han sig känd som restaureringsarkitekt, och projekterade en lång rad kyrkor, västerbottniska parstugor och andra kulturbyggnader för ombyggnad och restaurering. 
Efter pensioneringen fortsatte han vara engagerad i kulturminnesvård.  
Lidström var från bildandet 1964 delägare i företaget Träbiten i Bygdeå, som främst inriktade sig på trädgårdsmöbler . 
Bengt Lidström sig framför allt efter pensioneringen känd som konsthantverkare. Han verk, vanligen utförda i trä, näver eller läder, uppvisade kraftfulla och funktionella former, ofta mustig bemålade eller dekorerade med karvsnitt.. Åren 1958–1962 anordnade han många slöjdkurser i Umeå med omnejd. Bland många utställningar märks bland annat den hos Konsthantverkarna i Stockholm 1965. 
Lidström tilldelades 1996 Umeå kommuns kulturstipendium, Minervabelöningen.
Bengt Lidström är gravsatt i minneslunden på Backens kyrkogård.